# KILL (MELLの曲)
「KILL」（キル）は、MELLの4作目のシングル。
2008年11月19日に、ジェネオンエンタテインメントより通常盤と初回限定盤の2種類が発売された。前作『Virgin's high!/kicks!』から約1年2か月ぶりは、現時点で最大のインターバルである。初回限定盤には、「KILL」のPVを収録したDVDが同封された。また、PVの監督には押井守が起用された。
MELL初の実写映画の主題歌であり、I'veの歌手としては4人目となる。1stシングルはリミックス、2nd、3rdシングルは両A面シングルのため、カップリング曲が収録されるのは今作が初である。収録曲2曲ともに、渋谷シネクイントにて公開されたデイズ配給の映画『斬 〜KILL〜』主題歌およびエンディングテーマのタイアップとなっている。

## 収録曲
1. KILL [4:48]
作詞：MELL / 作曲・編曲：高瀬一矢
  - デイズ配給の映画『斬 〜KILL〜』主題歌
2. On my own [5:06]
作詞：MELL / 作曲・編曲：中沢伴行
  - デイズ配給の映画『斬 〜KILL〜』エンディングテーマ
3. KILL（instrumental）
4. On my own（instrumental）

## カヴァー
- 2023年11月3日 - IKU - I'veリミックスアルバム「IVE FRONT LINE COVERS RED ONE」に、「KILL -RED ONE mix-」として収録されている。